# Jacobus van 't Hoff
Jacobus Henricus (Henri) van 't Hoff (Rotterdam, 30 augustus 1852 – Steglitz (Berlijn), 1 maart 1911) was een Nederlands scheikundige en winnaar van de eerste Nobelprijs voor Scheikunde (1901). Hij wordt gezien als een van de grondleggers van de stereochemie en de fysische chemie.

## Persoonlijk leven
Van 't Hoff werd geboren in Rotterdam, als zoon van de arts Jacobus Henricus van 't Hoff en Alida Jacoba Kolff en als kleinzoon van zijn naamgenoot Jacobus van 't Hoff die burgemeester van onder andere Heerjansdam is geweest. Van jongs af aan was hij al geïnteresseerd in de wetenschap en een natuurliefhebber. Zo nam hij frequent deel aan botanische excursies, maar was hij ook geïnteresseerd in filosofie en was zijn voorkeur voor poëzie al in zijn vroege schooljaren zichtbaar. Zo zou bijvoorbeeld de Engelse romantische dichter Lord Byron zijn idool geweest zijn.
Na zijn promotie trouwde Van 't Hoff op 27 december 1878 met Johanna Francina Mees. Uit dit huwelijk werden vier kinderen geboren: twee dochters, Johanna Francina (geboren in 1880) en Aleida Jacoba (geboren in 1882) en twee zonen: Jacobus Hendricus (geboren in 1883) en Govert Jacob (geboren in 1889).

## Opleiding
Van 't Hoff doorliep de hogereburgerschool (HBS) in Rotterdam, waarna hij, tegen de zin van zijn vader, chemie ging studeren aan de Polytechnische school te Delft (de huidige Technische Universiteit Delft), waar hij in slechts twee jaar – in plaats van de gebruikelijke drie – op 8 juli 1871 een diploma van chemische technoloog kreeg.
Na een jaar in Leiden gewerkt en gestudeerd te hebben vertrok hij naar Bonn, waar hij werkte in het beroemde laboratorium van Friedrich Kekulé. In juni 1873 keerde hij terug naar Nederland om in december in Utrecht zijn doctoraalexamen af te leggen. Vervolgens ging hij naar Parijs om zijn studie te vervolgen bij Charles-Adolphe Wurtz. Ook hier bleef hij niet lang. In september 1874 keerde hij weer terug naar Nederland in Utrecht bij professor Eduard Mulder te promoveren op een proefschrift dat nauwelijks boven de middelmaat uitkwam. De titel van zijn proefschrift was Bijdrage tot de kennis van het cyaanazijnzuur en het malonzuur.

## Stereochemie

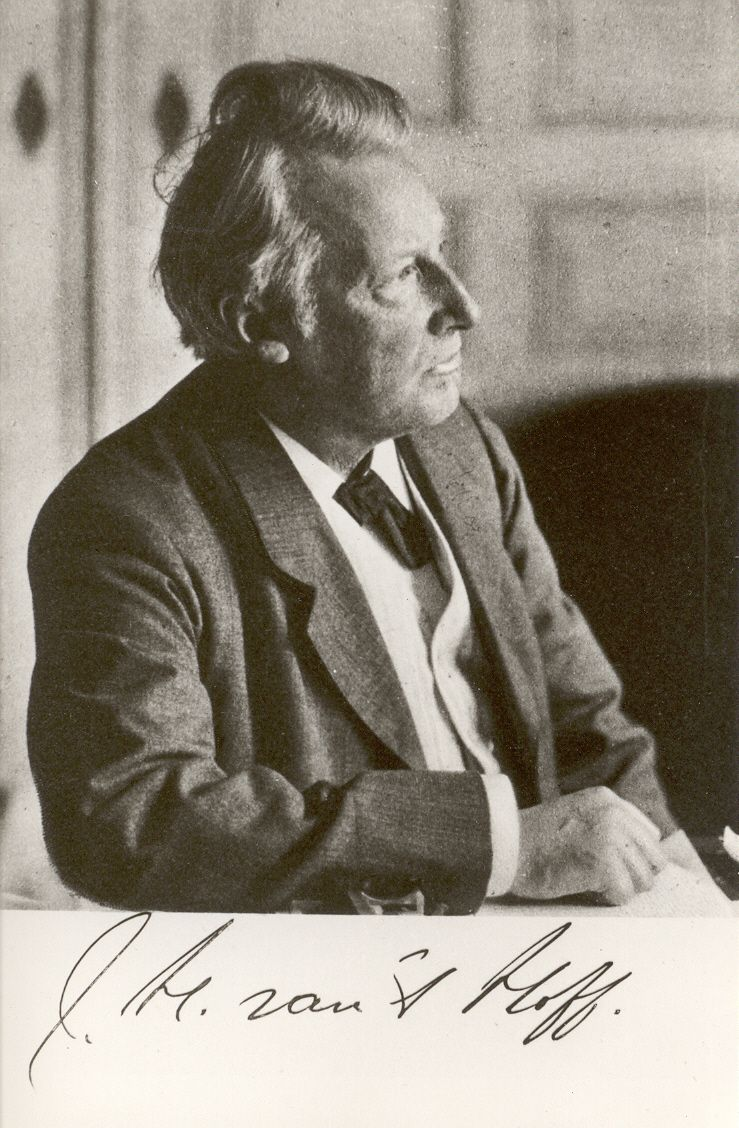
Van 't Hoff rond 1904

Onderwijl had hij al een belangrijke ontdekking gedaan. Tot zijn tijd werden chemische structuurformules alleen in het platte (tweedimensionale) vlak bekeken. Hij was de eerste die besefte dat moleculen ruimtelijke (driedimensionale) deeltjes zijn en dat die 3D-vorm chemisch van groot belang kan zijn. Een methaanmolecuul (CH4) bijvoorbeeld bestaat uit een koolstofatoom in het midden en vier waterstofatomen eromheen in de vorm van een tetraëder. Indien de vier atomen door vier verschillende substituenten vervangen worden (bijvoorbeeld H, F, Cl en Br), kan dit op twee manieren. De twee moleculen zijn elkaars spiegelbeeld (zoals een linker- en een rechterhandschoen), maar kunnen niet in elkaar worden overgebracht zonder bindingen te verbreken. Dit verschijnsel noemt men chiraliteit en de studie van de verschillende moleculen, de stereo-isomeren, heet de stereochemie.
Van 't Hoff is samen met de Franse scheikundige Joseph Achille Le Bel de grondlegger van deze tak van scheikunde, die vooral voor de biologie van groot belang is. Hij schreef hier eerst, in 1874 in het Nederlands, een pamflet over: Voorstel tot Uitbreiding der Tegenwoordige in de Scheikunde gebruikte Structuurformules in de Ruimte, benevens een daarmee samenhangende Opmerking omtrent het Verband tusschen Optisch Actief Vermogen en chemische Constitutie van Organische Verbindingen. In 1875 kwam er een Franse vertaling: La Chimie dans l'espace. Ondanks zijn verwachtingen kreeg het schrijven nauwelijks aandacht. Dit veranderde toen Johannes Wislicenus in 1876, met toestemming van Van 't Hoff, een Duitse vertaling publiceerde: Die Lagerung der Atome im Raume. De vooraanstaande Duitse chemicus Hermann Kolbe verwierp in eerste instantie de 3D-modellen van Van 't Hoff, maar dit zorgde er wel voor dat zijn publicatie onder de aandacht kwam van chemici die wilden lezen waarover Kolbe het had. De algemene conclusie was dat Van 't Hoff een goed stuk werk had geleverd. Daarna werd het ook in toentertijd wetenschappelijk minder belangrijke talen vertaald, zoals het Engels in 1891.
Na zijn promotie was hij werkzaam als assistent aan de toenmalige Rijks Veeartsenijschool, de voorloper van de huidige faculteit diergeneeskunde aan de Universiteit Utrecht. Lang bleef hij er niet. Al in 1877 verhuisde hij naar Amsterdam, waar hij aan de Universiteit van Amsterdam lector werd. Een jaar later, in 1878, werd hij benoemd tot hoogleraar in de chemie, mineralogie en geologie. Hoewel hij eerst moeite had een baan te vinden, werd hij al gauw in het buitenland beroemd. De Universiteit van Amsterdam werd bang hem kwijt te raken en bouwde voor hem een nieuw, goed ingericht laboratorium. Hij kreeg het zo druk met alle studenten die bij hem wilden komen studeren dat hij uiteindelijk in 1896 toch besloot aan de Pruisische Academie van Wetenschappen te gaan werken. Hij werd in 1885 verkozen tot lid van de Koninklijke Nederlandse Akademie van Wetenschappen, nadat zijn nominatie vanaf 1880 was tegengehouden door een tekort aan voorstemmers, een bewijs dat zijn ideeën in zijn eigen land maar matig werden gewaardeerd.
In 2017 werd dr. ir. Van 't Hoff geselecteerd voor de Alumni Walk of Fame ter gelegenheid van het 175-jarig bestaan van de TU Delft. Van 't Hoff kreeg dit eerbetoon omdat hij de eerste winnaar van de Nobelprijs in scheikunde was.

## Nobelprijs

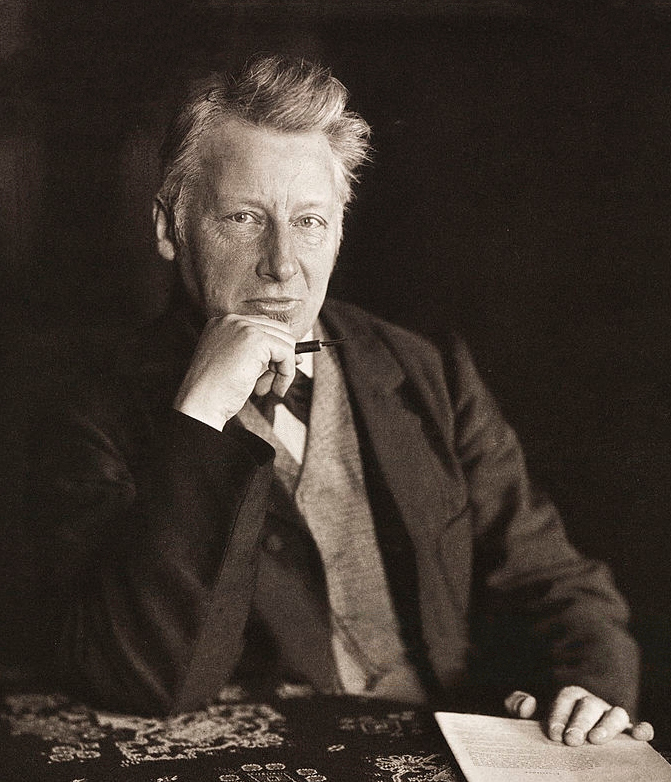
Van 't Hoff in 1904, op het hoogtepunt van zijn carrière

Stereochemie is niet het onderwerp waarvoor Van 't Hoff de Nobelprijs kreeg. Zijn belangstelling ging namelijk lange tijd uit naar een uitbreiding van het toepassingsbereik van de thermodynamica. Hij besefte dat moleculen in verdunde oplossingen zich weleens op een vergelijkbare wijze zouden kunnen gedragen als de moleculen in een gas. Voor het laatste geval was de thermodynamica al redelijk goed uitgewerkt. Van 't Hoff liet zien dat in het geval van osmose door een vlies dat wel de vloeistof, maar niet de opgeloste deeltjes doorliet, men het gedrag met een wetmatigheid kon beschrijven die veel leek op de gaswet. Op die manier voerde hij het begrip osmotische druk in. Dat was evenzeer een mijlpaal als de stereochemie, omdat men met osmose molecuulgewichten (molaire massa's) kon bepalen. Osmose is namelijk een colligatief verschijnsel, dat niet door de massa van de moleculen wordt bepaald, maar door hun aantal. Wanneer men uitgaat van een bekende massa van een onbekende stof en deze oplost kan men in een osmotisch experiment het aantal moleculen bepalen en daaruit het gewicht van één molecuul.
Hij legde ook de grondslag voor een beschrijving van twee andere colligatieve verschijnselen, de vriespuntsdaling en de kookpuntsverhoging. Beide kunnen beschreven worden met een wet die zijn naam draagt. In deze wet is de van-'t-hoff-factor een dimensieloze grootheid.
Van 't Hoff wordt als een van de grondleggers van de fysische chemie beschouwd. Samen met Wilhelm Ostwald richtte hij in 1887 het Zeitschrift für physikalische Chemie op. Voordien was de scheikunde meer gericht op enerzijds de synthese (het maken van nieuwe verbindingen) en anderzijds de analyse (het bepalen van wat men nu eigenlijk gemaakt had). Beide vormen waren meer op kwalitatieve beschrijving gericht dan op kwantitatieve wetmatigheden, waarom de natuurkunde bekendstond. Van 't Hoff liet zien dat de twee benaderingen goed te combineren zijn en dat dit leidt tot een belangrijke kruisbestuiving. Hiermee heeft hij een belangrijke bijdrage geleverd om van de scheikunde een volwaardige wetenschap te maken.

## Nagedachtenis
Van 't Hoff zou tot aan zijn overlijden in Berlijn blijven, ook toen in 1906 zijn gezondheid door longtuberculose zo achteruitging dat hij met zijn wetenschappelijk onderzoek moest stoppen. Hij stierf op 1 maart 1911 op 58-jarige leeftijd in Berlijn. Al kort na zijn overlijden kwam er een comité dat streefde naar de oprichting van een gedenkteken en de vorming van een fonds ter bevordering van scheikundig onderzoek. Zijn bekendheid was zo groot dat de inzameling van de gelden voorspoedig verliep, zodat al in 1913 het Van 't Hoff-fonds kon worden opgericht, dat nog steeds bestaat en subsidies aan studenten verleent en om de vijf jaar de Van 't Hofflezing door een internationaal scheikundige organiseert.

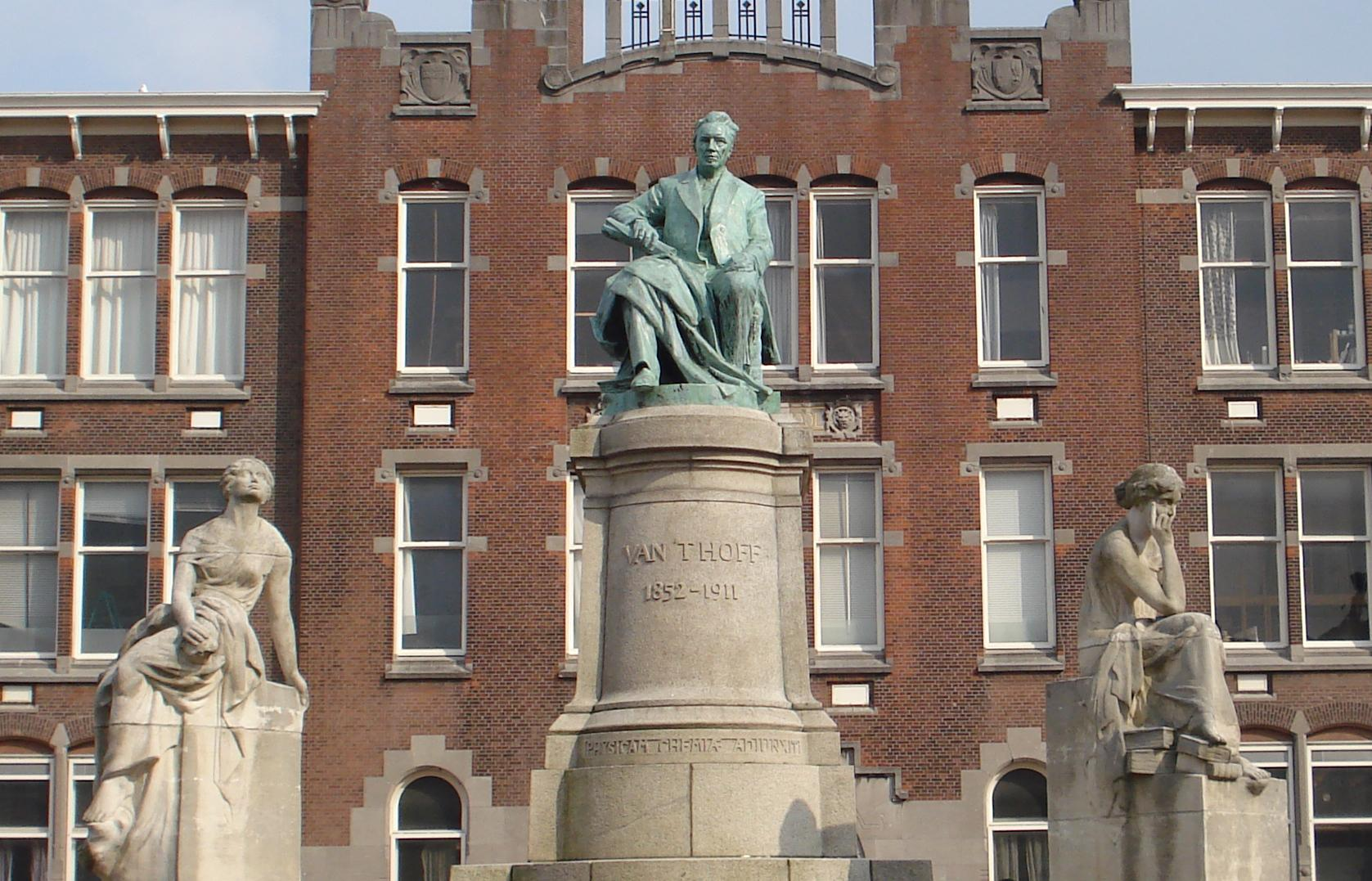
Monument van Van 't Hoff in Rotterdam

Voor de oprichting van een monument had het comité aanvankelijk Amsterdam voor ogen, maar toen het gemeentebestuur niet meewerkte week men uit naar zijn geboorteplaats Rotterdam. Daar werd op 17 april 1915 aan de 's-Gravendijkwal een standbeeld van Van 't Hoff onthuld, ontworpen door de beeldhouwer Charles van Wijk, op het plein voor de HBS waar hij een van de eerste leerlingen was.
Verder zijn er in Nederland twee wetenschappelijke instituten vernoemd naar Van 't Hoff: het in 1904 opgerichte Van 't Hoff Laboratorium verbonden aan de Universiteit Utrecht (nu Van 't Hoff Laboratory for Physical and Colloid Chemistry) en het Van 't Hoff Instituut verbonden aan de Universiteit van Amsterdam (nu Van 't Hoff Institute for Molecular Sciences). Daarnaast heeft van 1967 tot 1990 in Rotterdam de laboratoriumschool (analistenschool) de naam "Van 't Hoff Instituut" gedragen.
De van-'t-hoffvergelijking en de van-'t-hofffactor zijn vernoemd naar Jacobus Van 't Hoff. 

## Trivia
- Er is een meetelektrode naar Van 't Hoff vernoemd.
- Als voorbeelden dat Van 't Hoffs (toen revolutionaire) ideeën niet altijd gewaardeerd werden in Nederland:
  - Toen hij solliciteerde als leraar scheikunde te Breda werd hij afgewezen, omdat hij met doosjes met kristallen in zijn zak liep.
  - De invloedrijke Hermann Kolbe noemde hem "Een dichter, die op een gevleugeld paard de chemische Parnassus had willen bestijgen, en dan nog wel op een zieke knol uit de stallen der Veeartsenijschool" (waar Van 't Hoff les gaf). Die kritiek verwerkte Van 't Hoff overigens in zijn intreerede aan de universiteit van Amsterdam in 1878.